# Lista das fundações de caridade mais ricas
Esta é uma lista das fundações de caridade mais ricas do mundo. É composta pelas 50 maiores fundações de caridade, fundações privadas envolvidas em filantropia e outras organizações de caridade, como fundos de caridade que divulgaram seus ativos. Em muitos países, a divulgação de ativos não é legalmente exigida nem tornada pública.
Somente fundações sem fins lucrativos estão incluídas nesta lista. Organizações que fazem parte de uma empresa maior, como holdings, são excluídas.
As entradas são ordenadas pelo tamanho da dotação financeira da organização. O valor da dotação é uma estimativa arredondada medida em dólares americanos, com base nas taxas de câmbio em 31 de dezembro de 2020. Devido às flutuações nos ativos, câmbio e valores dos ativos, esta lista representa apenas a avaliação de cada fundação em um único dia.

## Fundações mais ricas por valor patrimonial
| Classificação | Organização                                         | País                   | Sede                         | Dotação (dólares) | Dotação (moeda natal) | Ano de fundação | Ref.          |
| ------------- | --------------------------------------------------- | ---------------------- | ---------------------------- | ----------------- | --------------------- | --------------- | ------------- |
| 1             | Novo Nordisk Foundation                             | Dinamarca              | Copenhagen                   | $167 bilhões      | kr.1,114 bilhões      | 1989            | [ 3 ] [ 4 ]   |
| 2             | Tata Trusts                                         | Índia                  | Mumbai                       | $100+ bilhões     |                       | 1919            | [ 5 ]         |
| 3             | Bill & Melinda Gates Foundation                     | Estados Unidos         | Seattle                      | $50.2 bilhões     |                       | 2000            | [ 6 ]         |
| 4             | Wellcome Trust                                      | Reino Unido            | London                       | $42.8 bilhões     | £34.6 bilhões         | 1936            | [ 7 ]         |
| 5             | Stichting INGKA Foundation                          | Países Baixos          | Leiden                       | $37.3 bilhões     | €34.3 bilhões         | 1982            | [ 8 ]         |
| 6             | Mastercard Foundation                               | Canadá                 | Toronto                      | $31.5 bilhões     |                       | 2006            | [ 9 ]         |
| 7             | Fundación La Caixa                                  | Espanha                | Palma de Mallorca            | $28.1 bilhões     | €27 bilhões           | 1904            | [ 10 ]        |
| 8             | Howard Hughes Medical Institute                     | Estados Unidos         | Chevy Chase, Maryland        | $27.1 bilhões     |                       | 1953            | [ 11 ]        |
| 9             | de                                                  | Alemanha               | Essen, Germany               | $24 bilhões       |                       | 2007            | [ 12 ]        |
| 10            | Azim Premji Foundation                              | Índia                  | Bangalore                    | $21 bilhões       |                       | 2001            | [ 13 ] [ 14 ] |
| 11            | Open Society Foundations                            | Estados Unidos         | New York City                | $19.6 bilhões     |                       | 1993            | [ 15 ]        |
| 12            | Lilly Endowment                                     | Estados Unidos         | Indianapolis                 | $15.1 bilhões     |                       | 1937            | [ 16 ]        |
| 13            | Ford Foundation                                     | Estados Unidos         | New York City                | $13.7 bilhões     |                       | 1936            | [ 17 ]        |
| 14            | Silicon Valley Community Foundation                 | Estados Unidos         | San Jose, California         | $13.6 bilhões     |                       | 2007            | [ 18 ]        |
| 15            | William and Flora Hewlett Foundation                | Estados Unidos         | Menlo Park, California       | $13.3 bilhões     |                       | 1967            | [ 19 ]        |
| 16            | Garfield Weston Foundation                          | Reino Unido            | London                       | $13.2 bilhões     | £9.8 bilhões          | 1958            | [ 20 ]        |
| 17            | Church Commissioners for England                    | Reino Unido            | London                       | $12.4 bilhões     | £9.2 bilhões          | 1948            | [ 21 ]        |
| 18            | Stavros Niarchos Foundation                         | Grécia                 | Athens                       | $12 bilhões       |                       | 1996            | [ 22 ]        |
| 19            | Kamehameha Schools                                  | Estados Unidos         | Honolulu                     | $11.5 bilhões     |                       | 1887            | [ 23 ]        |
| 20            | Robert Wood Johnson Foundation                      | Estados Unidos         | Princeton, New Jersey        | $11.4 bilhões     |                       | 1972            | [ 24 ]        |
| 21            | J. Paul Getty Trust                                 | Estados Unidos         | Los Angeles                  | $10.4 bilhões     |                       | 1982            | [ 25 ]        |
| 22            | Mohammed bin Rashid Al Maktoum Foundation           | Emirados Árabes Unidos | Dubai                        | $10.1 bilhões     | AED37 bilhões         | 2007            | [ 26 ]        |
| 23            | Fondazione Cariplo                                  | Italy                  | Milano                       | $9.6 bilhões      | €8.4 bilhões          | 1991            | [ 27 ]        |
| 24            | Gordon and Betty Moore Foundation                   | Estados Unidos         | Palo Alto, California        | $9.5 bilhões      |                       | 2000            | [ 28 ]        |
| 25            | Margaret A. Cargill Philanthropies                  | Estados Unidos         | Minneapolis                  | $9.2 bilhões      | USD9.2 bilhões        | 1991            | [ 29 ]        |
| 26            | Li Ka Shing Foundation                              | Hong Kong              | Hong Kong                    | $8.3 bilhões      | HK$64.4 bilhões       | 1980            | [ 30 ]        |
| 27            | The Leona M. and Harry B. Helmsley Charitable Trust | Estados Unidos         | New York City                | $8.3 bilhões      |                       | 1999            | [ 31 ]        |
| 28            | W. K. Kellogg Foundation Trust                      | Estados Unidos         | Battle Creek, Michigan       | $8.2 bilhões      |                       | 1930            | [ 32 ]        |
| 29            | Jacobs Foundation                                   | Suíça                  | Zürich                       | $7.6 bilhões      | CHF7 bilhões          | 2001            | [ 33 ]        |
| 31            | Else Kröner-Fresenius-Stiftung                      | Alemanha               | Bad Homburg                  | $7 bilhões        | €6.2 bilhões          | 1983            | [ 34 ]        |
| 32            | David and Lucile Packard Foundation                 | Estados Unidos         | Los Altos, California        | $6.3 bilhões      |                       | 1964            | [ 18 ]        |
| 33            | Rockefeller Foundation                              | Estados Unidos         | New York City                | $6.3 bilhões      |                       | 1913            |               |
| 34            | Andrew W. Mellon Foundation                         | Estados Unidos         | New York City                | $6.2 bilhões      |                       | 1969            | [ 18 ]        |
| 35            | John D. and Catherine T. MacArthur Foundation       | Estados Unidos         | Chicago                      | $6 bilhões        |                       | 1970            | [ 18 ]        |
| 36            | Robert Bosch Foundation                             | Alemanha               | Stuttgart                    | $6 bilhões        | €5.3 bilhões          | 1964            | [ 35 ]        |
| 37            | Children's Investment Fund Foundation               | Reino Unido            | London                       | $5.9 bilhões      | £5.2 bilhões          | 2002            | [ 36 ]        |
| 38            | Conrad N. Hilton Foundation                         | Estados Unidos         | Westlake Village, California | $5.9 bilhões      |                       | 1944            | [ 37 ]        |
| 39            | Nemours Foundation                                  | Estados Unidos         | Jacksonville                 | $4.6 bilhões      |                       | 1936            | [ 38 ]        |
| 40            | Bloomberg Philanthropies                            | Estados Unidos         | New York City                | $4.2 bilhões      |                       | 2004            | [ 18 ]        |
| 41            | Carnegie Corporation of New York                    | Estados Unidos         | New York City                | $4.1 bilhões      |                       | 1911            | [ 2 ]         |
| 42            | Mother Cabrini Health Foundation                    | Estados Unidos         | New York City                | $4 bilhões        |                       | 2018            | [ 39 ]        |
| 43            | Calouste Gulbenkian Foundation                      | Portugal               | Lisbon                       | $4.0 bilhões      | €3.72 bilhões         | 1956            | [ 40 ]        |
| 44            | Volkswagen Stiftung                                 | Alemanha               | Hannover                     | $4 bilhões        | €3.5 bilhões          | 1961            | [ 41 ]        |
| 45            | Tulsa Community Foundation                          | Estados Unidos         | Tulsa                        | $3.8 bilhões      |                       | 1998            | [ 18 ]        |
| 46            | The Kresge Foundation                               | Estados Unidos         | Troy, Michigan               | $3.6 bilhões      |                       | 1924            | [ 18 ]        |
| 47            | Knut and Alice Wallenberg Foundation                | Suécia                 | Stockholm                    | $3.6 bilhões      | kr.32.7 bilhões       | 1917            | [ 42 ]        |
| 48            | California Health Care Foundation                   | Estados Unidos         | Oakland, California          | $3.6 bilhões      |                       | 1996            | [ 18 ]        |
| 49            | The Duke Endowment                                  | Estados Unidos         | Charlotte                    | $3.4 bilhões      |                       | 1924            | [ 18 ]        |
| 50            | Realdania                                           | Dinamarca              | Copenhagen                   | $3.2 bilhões      | €2.8 bilhões          | 2000            | [ 43 ]        |
| 51            | Cleveland Foundation                                | Estados Unidos         | Cleveland                    | $2.8 bilhões      |                       | 1914            | [ 44 ]        |
| 52            | Greater Kansas City Community Foundation            | Estados Unidos         | Kansas City                  | $2.7 bilhões      |                       | 1978            | [ 45 ]        |
| 53            | Simons Foundation                                   | Estados Unidos         | New York City                | $2.6 bilhões      |                       | 1994            | [ 46 ]        |